# Adele di Borgogna
Adele (940 circa – 987) è stata Contessa di Chalon, dal 966 alla morte.

## Origine
Adele, secondo lo storico André Duchesne (1584-1640), considerato il padre della storiografia francese, nel suo Histoire généalogique de la maison de Vergy era la figlia del conte di Châlon, d'Autun, di Digione, di Beaune, di Vergy e d'Avalon, conte di Troyes e duca di Borgogna, Giselberto di Chalon e di Ermengarda di Borgogna, figlia del conte di Autun, conte di Auxerre, primo duca dei Burgundi prima col titolo di marchese e poi col titolo di duca di Borgogna ed infine conte di Troyes, Riccardo di Autun detto il Giustiziere, e di Adelaide (?-dopo il 14 luglio 929) figlia del conte di Auxerre e di Borgogna, Corrado II, della famiglia dei Guelfi e di Waldrada. 

Ermengarda era sorella del re dei Franchi occidentali, Rodolfo di Francia e del duca di Borgogna, Ugo il Nero

Secondo il Cartulaire du prieuré de Saint-Marcel-lès-Chalon, Giselberto di Chalon era figlio del conte di Chalon e Digione e signore di Vergy, Manasse II detto il Giovane e di Ermengarda di Provenza, figlia del re di Provenza, Bosone I (dopo 882-dopo giugno 924), che viene citata un documento, datato 11 agosto 887, in cui Carlo il Grosso, senza farne il nome, la conferma nelle sue proprietà assieme al fratello e alla sorella.

## Biografia
Secondo la Gallia christiana, in provincias ecclesiasticas distributa; Volume 4, Adele, prima del 956 andò sposa a Lamberto di Digione, che, secondo il Recueil des chartes de l'abbaye de Saint-Benoît-sur-Loire, era figlio del visconte di Digione, Roberto e della moglie Ingeltrude, di cui non si conoscono gli ascendenti.
Secondo gli Annales Nivernenses, suo padre, Giselberto morì poco dopo la Pasqua del 956, nei pressi di Parigi, mentre l'Ex Chronico Senonensi Sanctae Columbae specifica che morì il terzo giorno dopo la Pasqua.
La contea di Troyes e la contea di Chalon erano state ereditata dal cognato di Adele, il marito della sorella Adelaide Roberto, conte di Meaux.
Non si conosce la data esatta della morte di Roberto di Vermandois, si ha testimonianza di un documento da lui sottoscritto in data 19 giugno 966; dopo di che non si hanno più notizie per cui si presume che sia morto in quello stesso anno.

Nelle contee di Meaux e di Troyes, gli succedette il figlio, Erberto, mentre la Contea di Chalon rimase alla moglie Adelaide, alla quale in quello stesso anno, succedette Adele, col marito, Lamberto di Digione, come conferma la Histoire de Chalon-sur-Saône.
Adele rimase vedova nel 978; Lamberto morì, nel 978, e fu sepolto nel monastero di Paray-le-Monial, avendo il figlio, Ugo, eseguito le volontà di Lamberto, come ci viene confermato dai documenti 3, 4 e 5 del Cartulaire du prieuré de Paray-le-Monial.
L'anno successivo (979) Adele si sposò, in seconde nozze, col terzo Conte di Angiò, Goffredo, detto Grisegonelle.

Suo marito, Goffredo, morì nel 987, come riporta il Chronicon Sancti Michaelis in periculo maris, mentre la Chronica domni Rainaldi archidiaconi sancti Mauricii Andegavensis, Chroniques des Eglises d'Anjou precisa che morì il 21 luglio (XII Kalendis Augustis), all'assedio di Marçon (obsidio Marsonis), dove assediava un vassallo del conte di Blois, Oddone I. Secondo la Chronica de Gestis Consulum Andegavorum, Chroniques d'Anjou, Goffredo fu tumulato nella chiesa di Saint-Martin a Châteauneuf.
Nella contea di Angiò gli successe il figlio, Folco Nerra, mentre la contea di Chalon, in Borgogna, andò al figliastro Ugo, che ne era già conte titolare.
Adele, dopo essere rimasta vedova per la seconda volta, si era ritirata in convento, dove morì poco dopo il suo secondo marito.

## Matrimoni e discendenza
Adele a Lamberto di Digione aveva dato quattro figli
- Gerberga, sposata al Re d'Italia, Adalberto II d'Ivrea, e in seconde nozze al duca di Borgogna Enrico I, come conferma la Chronica Albrici Monachi Trium Fontium[19]
- Ugo (972-1039) Conte di Chalon e vescovo di Auxerre, come da documento n° 2722 del Recueil des chartes de l'abbaye de Cluny, tome III[20]
- Elisabetta o Matilde (970-1019 circa), sposata a Goffredo, signore di Semur[20]
- Alice, sposata al conte di Mâcon, Guido I.

Adele a Goffredo I d'Angiò diede un figlio:
- Maurizio († 1038 combattendo contro Gualtiero di Langeais), che da un documento del Recueil des chartes de l'abbaye de Cluny, tome III, risulta fratello di Ugo[21], mentre dal documento n° XXV del Cartulaire noir de la cathédrale d'Anger, risulta fratello di Folco Nerra (figlio di Goffredo, detto Grisegonelle e della sua prima moglie, Adele di Troyes)[22].

### Fonti primarie
- (LA) Monumenta Germaniae Historica, Diplomata Regum Germaniae ex Stirpe Karolinorum, tomus II. URL consultato il 15 febbraio 2022 (archiviato dall'url originale il 28 giugno 2013)..
- (LA) Monumenta germanica Historica, Scriptores, tomus XXIII..
- (LA) Monumenta germanica Historica, Scriptores, tomus XIII. URL consultato il 15 febbraio 2022 (archiviato dall'url originale il 23 settembre 2015)..
- (LA) Monumenta Germaniae Historica, Scriptores, tomus III. URL consultato il 15 febbraio 2022 (archiviato dall'url originale il 26 giugno 2013)..
- (LA) Rerum Gallicarum et Francicarum Scriptires, tomus IX..
- (LA) Rerum Gallicarum et Francicarum Scriptires, tomus X..
- (LA) Annales Bertiniani..
- (LA) Cartulaire du prieuré de Saint-Marcel-lès-Chalon..
- (LA) Recueil des Chartes de Cluny, tomus 3..
- (LA) Cartulaire de l'abbaye de Saint-Aubin d'Angers, tomus I..
- (LA) Chronicæ sancti Albini Andegavensis, Chroniques des Eglises d'Anjou..
- (LA) Gallia christiana, in provincias ecclesiasticas distributa; Volume 4..
- (LA) Cartulaire du prieuré de Paray-le-Monial, ordre de Saint-Benoît..

### Letteratura storiografica
- René Poupardin, I regni carolingi (840-918), in «Storia del mondo medievale», vol. II, 1979, pp. 583–635
- Louis Halphen, Il regno di Borgogna, in «Storia del mondo medievale», vol. II, 1979, pp. 807–821
- (FR) Histoire de Chalon-sur-Saône..
- (FR) André Duchesne, Histoire généalogique de la maison de Vergy..